# Akihito
Pour les articles homonymes, voir Akihito (homonymie).
Akihito (明仁), né le 23 décembre 1933 au palais impérial de Tokyo, est empereur du Japon, du 7 janvier 1989 à son abdication, le 30 avril 2019. La Constitution japonaise de 1947 limite son rôle à celui de « symbole de l'État et de l’unité du peuple japonais ». Avant son accession au trône du chrysanthème, qui marque la fin de l'ère Shōwa et le début de l'ère Heisei, il est prince héritier pendant 37 ans de 1952 à 1989.
Il est le cinquième enfant, fils aîné et successeur de l'empereur Shōwa, dit Hirohito, et de l'impératrice Kōjun, dite Nagako. Par sa mère, il est également le cousin de la princesse coréenne Yi Bangja.
Officiellement intronisé le 12 novembre 1990, il est, selon la tradition officielle shinto, le 125e empereur du Japon, issu de la lignée Yamato qui régnerait sur le Japon depuis 660 av. J.-C., ce qui en ferait la plus ancienne dynastie régnante en exercice. Toutefois, les historiens s'accordent généralement pour dire que les quinze premiers empereurs de cette lignée seraient légendaires.
L'empereur Akihito abdique le 30 avril 2019, décision qu'il avait annoncée plusieurs mois auparavant. À partir de cette date, il prend le titre d'empereur émérite. Avant lui, 62 souverains japonais ont porté ce titre après leur abdication.

## Ses noms, titres et appellations

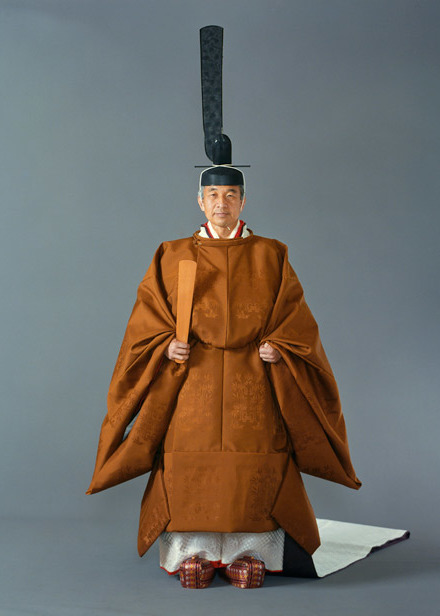
L'empereur Akihito dans sa tenue traditionnelle pour sa cérémonie d'intronisation, le Sokuirei no gi, le 12 novembre 1990.

L'ancien empereur du Japon est généralement connu dans les médias occidentaux sous son nom personnel, ou prénom, Akihito, reçu de ses parents comme le veut la tradition sept jours après sa naissance (soit le 29 décembre 1933). Ce prénom est alors composé des kanjis « 明 (Aki) », qui peut signifier « clair, lumineux »,, et « 仁 (Hito) », renvoyant aux notions de « vertu, bienveillance, humanité, piété », et servant de suffixe traditionnel dans presque tous les prénoms des enfants mâles de la famille impériale depuis le XIe siècle car symbolisant le lien entre l'homme et le ciel.
Le jeune Akihito reçoit en même temps que son prénom un nom honorifique : il est alors le prince de Tsugu (継宮, Tsugu-no-miya). Outre le kanji « 宮 (Miya) », qui signifie « maison princière, temple shinto », et qui, sous sa forme no-miya (littéralement « de la maison »), est souvent traduit tout simplement par la particule aristocratique « de », celui de 継 (Tsugu) renvoie quant à lui aux notions de « suivre, succéder, hériter, continuer, poursuivre, maintenir »,. Son titre peut être ainsi traduit littéralement par « prince de la continuité » et renvoie au fait que la naissance d'un héritier mâle, alors que son père était déjà empereur depuis sept ans, était particulièrement attendue.
De sa naissance en 1933 à son intronisation comme prince héritier en 1952, sa titulature complète est alors « Son Altesse impériale le prince impérial Akihito de Tsugu » (継宮 明仁 親王 殿下, Tsugu-no-miya Akihito shinnō denka).
De son intronisation officielle comme prince héritier en 1952 à son accession au trône en 1989, il abandonne le titre de prince Tsugu pour être désormais désigné au Japon sous le titre de « Son Altesse impériale le prince héritier Akihito » (明仁 皇太子 殿下, Akihito Kōtaishi denka), les kanjis 皇太子 (Kōtaishi), littéralement le « Premier fils de l'empereur », désignant le titre d'héritier au trône du chrysanthème.
Depuis qu'il a succédé à son père comme empereur du Japon, il n'est plus jamais désigné par les Japonais sous le nom d'Akihito, mais, durant son règne, comme « Sa Majesté l'Empereur » (天皇 陛下, Tennō Heika) ou encore comme « Sa Majesté présente » (今上 陛下, Kinjō Heika). Comme le veut la tradition depuis le règne de l'empereur Meiji, son accession au trône correspond à la proclamation d'une nouvelle ère servant de base officielle au comput japonais (même si le comput occidental chrétien est aujourd'hui largement utilisé, les documents officiels datent encore la plupart des évènements en année de l'ère impériale actuelle) : cette ère a pris le nom de Heisei (平成), traduit généralement par « Accomplissement de la paix ». À la suite de son abdication, cette ère prend fin au profit de celle correspondant au règne de son fils, baptisée Reiwa (令和). À partir de là, Akihito est désigné par le titre « Sa Majesté l'Empereur émérite » (上皇 陛下, Jōkō Heika). Après sa mort, il prendra enfin le nom posthume d'empereur Heisei (平成 天皇, Heisei Tennō).
Si en Occident s'est répandu l'usage de nommer l'empereur par son simple prénom, Akihito, à l'instar des monarques européens, cette pratique est considérée au Japon comme un manque de respect à l'empereur.

## Jeunesse

### Naissance

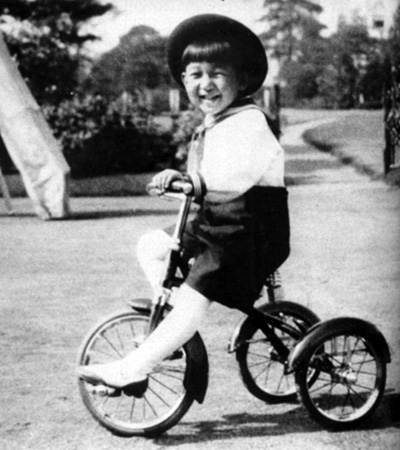
Le prince Akihito de Tsugu, enfant, octobre 1938.

Premier fils et cinquième enfant de l'empereur Hirohito et de l'impératrice Nagako, sa naissance, le 23 décembre 1933, était alors particulièrement attendue. En effet, le couple impérial était déjà marié depuis 9 ans et n'avait eu jusqu'alors que des filles, qui ne pouvaient donc prétendre à la succession de leur père. L'arrivée de l'héritier tant attendu permet de rassurer les autorités japonaises, soucieuses de la stabilité du trône du chrysanthème.

### Éducation
Comme le veut la tradition pour les enfants du couple impérial, il est séparé de ses parents à l'âge de 3 ans et est éduqué par les chambellans du palais impérial et des précepteurs privés, ne voyant ses parents qu'une fois par semaine lors de rencontres relativement solennelles. Plus tard, il suit, de 1940 à 1952, les cours de l'école Gakushūin, alors réservée aux enfants de la haute aristocratie japonaise, à Tokyo.
Les premières années de sa scolarité, il est isolé de ses camarades de classe qui sont maintenus à distance. Dans un contexte de shintoïsme d'État, il est éduqué dans l'optique de devenir le futur « dieu vivant » qu'est l'empereur du Japon pour l'opinion japonaise encore à l'époque, à savoir un individu distant, isolé du peuple et sans défaut. Les festivités pour son dixième anniversaire en 1943 prennent l'aspect d'un véritable jubilé national.
À la fin de la Seconde Guerre mondiale, du fait de l'intensification des raids aériens sur la capitale japonaise à la fin de l'année 1944 et en 1945, il est évacué de la ville en compagnie de son frère puîné le prince Yoshi Masahito (qui porte désormais le titre de prince Hitachi), pour être conduit en lieu sûr à la villa impériale de Tamozawa située à Nikkō à l'intérieur des terres. Il y apprend la capitulation du Japon et écrit alors dans son journal : « Je vais devoir travailler plus dur à mon apprentissage ».

### Apprentissage de la culture occidentale

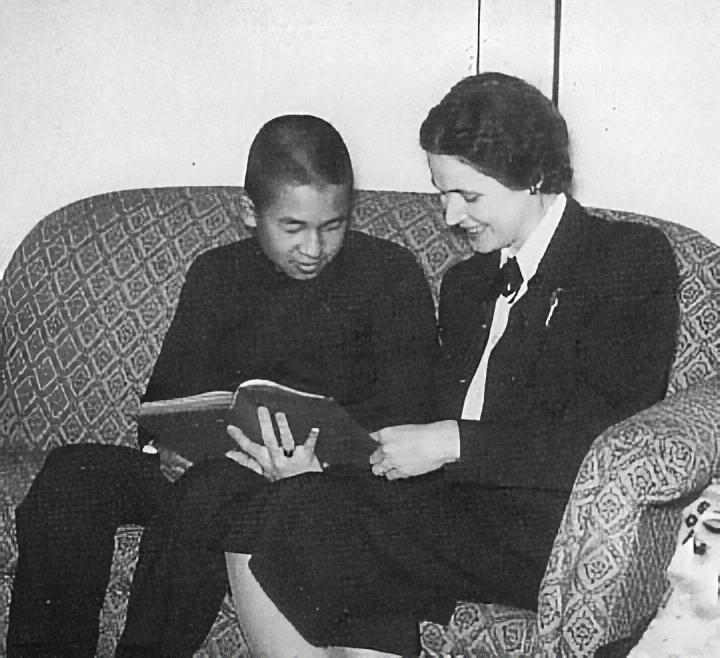
Le prince Akihito de Tsugu et sa tutrice, l'Américaine Elizabeth Gray Vining.

Sous l'occupation américaine qui suit la Seconde Guerre mondiale, le prince Akihito et ses frères et sœurs reprennent les cours à Gakushūin mais en ayant la possibilité de se mélanger avec leurs camarades. Il est ainsi certainement le premier empereur japonais à posséder de réels amis personnels.
De plus, ils reçoivent pour tutrice, de 1946 à 1950, la quaker Elizabeth Gray Vining qui les initie à la langue anglaise et à la culture occidentale. Bien qu'elle n'ait été finalement chargée de leur éducation que relativement peu de temps, elle a laissé sur les enfants impériaux une forte impression, notamment sur le jeune prince Tsugu qui a gardé avec elle une relation particulière jusqu'à son décès en 1999 (lui rendant visite à plusieurs reprises ou gardant une correspondance active avec elle, tandis qu'elle sera la seule étrangère invitée à son mariage en 1959).
Dans son ouvrage Windows for the Crown Prince, paru en 1952 et devenu un best-seller, Elizabeth Gray Vining raconte comment elle a pris en affection le jeune prince et décrit sa transformation, sous sa conduite, d'un enfant rigide et renfermé en un adolescent ouvert sur le monde et gagné aux idées libérales à l'occidentale. Après son départ en 1950, elle est remplacée comme professeur d'anglais des enfants impériaux par une autre quaker, Esther Rhoads, principale de l'école pour filles de la Société des Amis à Tokyo.

### Formation politique

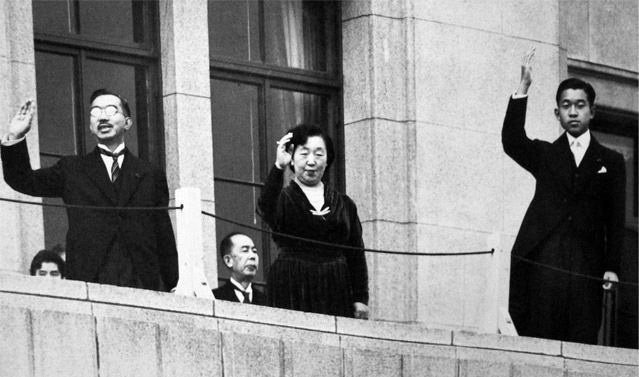
L'empereur Hirohito, l'impératrice Kōjun et Akihito le jour de son investiture comme prince héritier du Japon, le 10 novembre 1952.

Sa formation politique et de futur empereur est quant à elle essentiellement supervisée à partir de 1949 par le Dr Shinzō Koizumi, économiste qui fut président de l'université Keiō de 1933 à 1947. Lui aussi un fervent libéral — tant au sens politique qu'économique du terme, étant un ardent critique des thèses de Karl Marx et un élève à la fois de l'école classique, notamment David Ricardo, et néoclassique, dont surtout William Stanley Jevons — et admirateur de la monarchie parlementaire britannique, il cite à son jeune élève comme exemple à suivre celui du roi George V du Royaume-Uni. Voulant faire d'Akihito le symbole de la modernisation de la famille impériale et plus généralement de la société japonaise, il est l'un des principaux artisans de son mariage avec une non-aristocrate qui semble de plus être un réel choix d'amour, Michiko Shōda. Il est ainsi à l'origine, à la demande du prince, de l'inscription en février 1958 de la jeune femme sur la liste des prétendantes au mariage et déclare : « Le prince héritier l'a choisie, et donc nous aussi ». Il reste son principal conseiller jusqu'à son décès en 1966.
Ses autres précepteurs incluent le juriste Kōtarō Tanaka, ministre de l'Éducation de 1946 à 1947 et président de la Cour suprême de 1950 à 1960, qui l'initie au droit constitutionnel de 1951 à 1960, et le prêtre Stephen Fumio Hamao, alors aumônier d'étudiants de l'Université catholique de Tokyo depuis 1957 puis cardinal-archevêque de Yokohama, qui lui enseigne le latin.
Il reçoit aussi une préparation physique active, et apprécie particulièrement l'équitation et le tennis.
En 1989, il soutient le chef Raoni dans son combat pour la préservation de la forêt amazonienne.

## Prince héritier du Japon

### Les premiers pas

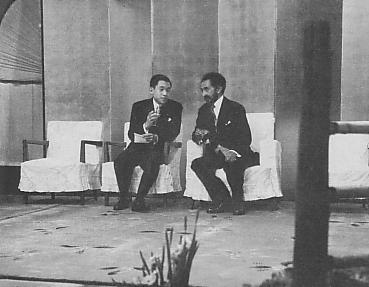
Akihito avec l'empereur d'Éthiopie Haïlé Sélassié Ier (1955).

Il est intronisé prince héritier, au palais impérial (Kōkyo) le 10 novembre 1952 lors de la cérémonie traditionnelle appelée Rittaishi no Rei. Autorisé à fonder sa propre maison princière, traditionnellement appelée « Tōgū », il quitte le Palais impérial pour s'installer dans sa propre résidence, le Palais du Tōgū, situé dans le Domaine impérial d'Akasaka (qui comprend de nombreuses demeures de membres de la famille impériale) dans l'arrondissement spécial de Minato à Tokyo. Jusqu'à l'année précédente, il s'agissait du palais Ōmiya (大宮御所, Ōmiya-gosho), résidence de sa grand-mère l'impératrice douairière Teimei jusqu'à son décès.
Minoru Hamao, frère du prêtre et futur cardinal Stephen Fumio Hamao, devient son chambellan à partir de 1961 et le reste jusqu'en 1971. Certains observateurs y voient l'importance de l'influence des catholiques dans l'entourage du prince, d'autant qu'Elizabeth Gray Vining et Shinzō Koizumi, deux de ses principaux précepteurs, sont tous deux également chrétiens. Toutefois, Akihito semble ne jamais avoir songé à une conversion, et a toujours réalisé les cérémonies et rituels traditionnels shinto et bouddhiste,.
N'ayant donc pas d'influence religieuse, ces collaborateurs ont largement contribué à ce qu'il devienne le principal atout de la modernisation et de désacralisation de l'image de la famille impériale recherchées par le gouvernement et les occupants américains. En témoignent ses nombreux déplacements à l'étranger, alors que ses parents ne quittent le Japon que deux fois durant leur règne (en 1971 en Europe et en 1975 aux États-Unis). En juin 1953, le prince Akihito représente ainsi le Japon au couronnement d'Élisabeth II, reine du Royaume-Uni, et se rend dans la foulée en France, en Espagne, aux États-Unis (notamment Hawaï, et Philadelphie où il rend visite à son ancienne tutrice Elizabeth Gray Vining) et au Canada.
Entré en avril 1952 au département de sciences politiques de l'université Gakushūin, ses obligations officielles le poussent à abandonner ses études sans avoir été diplômé en avril 1954, mais il continue à suivre des cours comme auditeur libre jusqu'en 1956. Il commence à y concrétiser sa passion d'enfance pour les poissons en commençant à étudier l'ichtyologie sur les conseils du professeur Ichirō Tomiyama de l'université de Tokyo.

### Mariage
En août 1957, il rencontre sur un court de tennis de la station touristique de Karuizawa, près de Nagano, lors d'une partie en double, Michiko Shōda (née le 20 octobre 1934), fille aînée de Hidesaburo Shōda, président de la compagnie Nisshin. Le conseil de la Maison impériale a officiellement annoncé leurs fiançailles le 27 novembre 1958. Les médias parlent alors de la « romance du court de tennis » et présentent leur rencontre comme un véritable « conte de fée ».
Toutefois, ce mariage n'a pas fait l'unanimité. Pendant les années 1950, les médias ont avancé que certains membres traditionalistes de l'Agence impériale essayaient d'écarter la jeune fille du prince héritier. En effet, il était jusqu'à présent de tradition que le futur empereur épouse une aristocrate, or Michiko Shōda, issue de l'une des familles industrielles les plus fortunées du Japon, était la première roturière à être fiancée à un membre de la famille impériale. De plus, issue d'un milieu catholique aux idées libérales et, bien que jamais baptisée, elle a été élevée dans des établissements religieux chrétiens. En 2000, à la mort de l'impératrice Kōjun, l'agence Reuters a annoncé que l'ancienne impératrice faisait partie des plus farouches opposants à ce mariage et que, dans les années 1960, elle avait poussé sa bru à la dépression en l'accusant de n'être pas faite pour son fils. Des menaces de mort poussent les autorités à organiser la sécurité de la famille Shōda. Dans le but de donner une image plus intimiste et moins compassée de la famille impériale comme c'était auparavant le cas, le couple pose pour le public en jouant au tennis ou bien la princesse en train de préparer un repas. L'écrivain Yukio Mishima, connu pour ses prises de position traditionalistes, déclare alors : « Le système impérial devient "tabloïdesque" (sic) dans un effort de démocratisation du système. L'idée de connecter (la famille impériale) au peuple par une perte de sa dignité est mauvaise ».

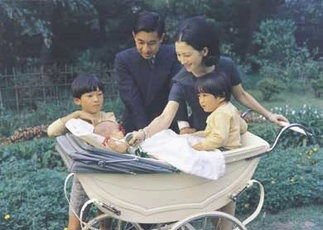
Le prince héritier Akihito et la princesse héritière Michiko avec leurs trois enfants : les princes Naruhito (à g.) et Fumihito (à dr., assis dans le berceau) et la princesse Sayako (allongée dans le berceau), en septembre 1969.

Toutefois, le jeune couple avait alors acquis un large soutien du public, qui le voit comme le symbole de la modernisation et de la démocratisation du Japon (les médias parlent alors d'un « Micchi boom », reprenant le surnom de Michiko Shōda), ainsi que celui de la classe politique dirigeant le pays. Les collaborateurs d'Akihito, et en particulier Shinzō Koizumi, pèsent de tous leurs poids pour concrétiser l'union. Le mariage eut donc finalement bien lieu, le 10 avril 1959, lors d'une cérémonie traditionnelle shinto. Le cortège nuptial fut suivi dans les rues de Tokyo par une foule de plus de 500 000 personnes s'étalant sur les 8,8 km du parcours, et les parties du mariage retransmises à la télévision (faisant de cette noce princière la première à être médiatisée au Japon) furent regardées par 15 millions de spectateurs environ.
Il rompt à nouveau la tradition impériale lorsqu'il décide d'élever personnellement, avec son épouse, ses enfants et donc de les garder auprès d'eux au lieu de les confier à des précepteurs privés et aux chambellans du palais. Le couple est présenté comme menant un mode de vie très moderne, très occidentalisé, recevant des amis chez eux à dîner, tandis qu'Akihito s'implique lui-même, aux dires de ses proches, dans les tâches ménagères du foyer princier. Le couple se rend de nombreuses fois en visite officielle dans les 47 préfectures du Japon et dans plus de 80 pays. En 1986, il est également le premier membre de la famille impériale à prendre le métro.
En décembre 2013, il remercie publiquement sa femme d'avoir été à ses côtés depuis le début de leur union, déclaration convenue mais pas anecdotique, alors que les femmes de la famille impériale sont souvent étouffées par le protocole.

## Empereur du Japon

### Accession au trône

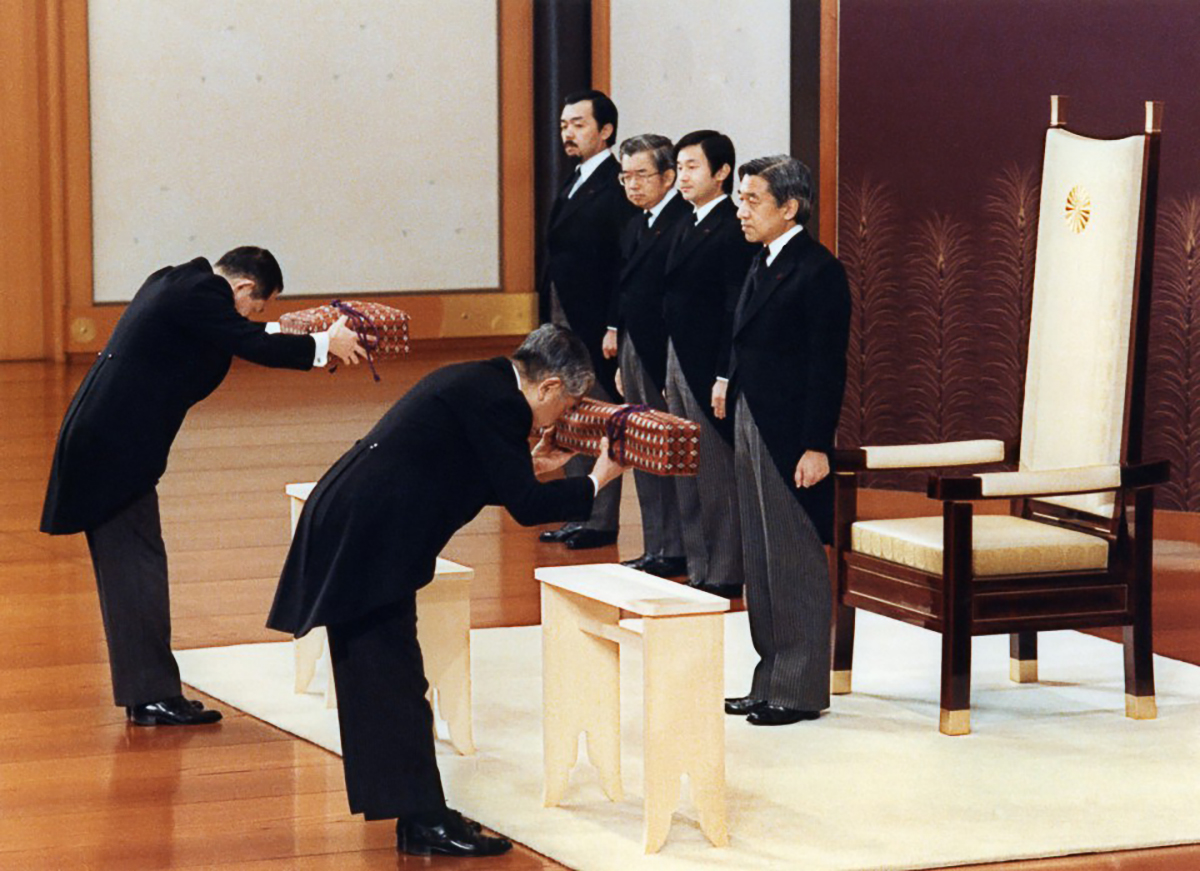
Présentation des insignes impériaux au nouvel empereur Akihito le 7 janvier 1989.

À la mort de l'empereur Shōwa, le 7 janvier 1989, Akihito lui succède sur le trône à l'âge de 55 ans. Lors d'une courte cérémonie, il reçoit immédiatement, en présence du Premier ministre Noboru Takeshita, les insignes impériaux : 
- l'épée Kusanagi (qui selon la tradition aurait été celle utilisée par la déesse Amaterasu, ancêtre légendaire de la famille impériale, pour chasser les démons de l'archipel, il symbolise la valeur de l'empereur),
- le miroir Kagami (symbolise la sagesse du souverain),
- le Yasakani no magatama (représente la bienveillance du monarque),
- le sceau impérial du Japon ou « Noble insigne du chrysanthème »[l 3], véritable emblème national du Japon même s'il n'a plus de rôle officiel depuis 1947,
- le sceau d'État du Japon  ou « sceau du pays »[l 4], sceau officiel de l'État japonais.

### Premières années de règne
Une nouvelle ère est également immédiatement proclamée par le Secrétaire général du Cabinet Keizō Obuchi pour officiellement débuter dès le lendemain : Heisei, généralement traduit par « accomplissement de la paix ». Comme le veut la tradition, ce nom est issu de passage des Classiques chinois, en l'occurrence des Mémoires historiques, où l'expression « accomplissement de la paix, à l'intérieur comme à l'extérieur » est utilisée pour désigner le règne de l'empereur mythique chinois Shun, et des Classique des documents qui utilise lui l'expression « accomplissement de la paix, sur terre comme aux cieux ». Ce nom renvoie donc à l'idée de paix totale et omniprésente, que ce soit « à la fois à l'intérieur du pays et à l'extérieur, dans le ciel et sur terre »,.

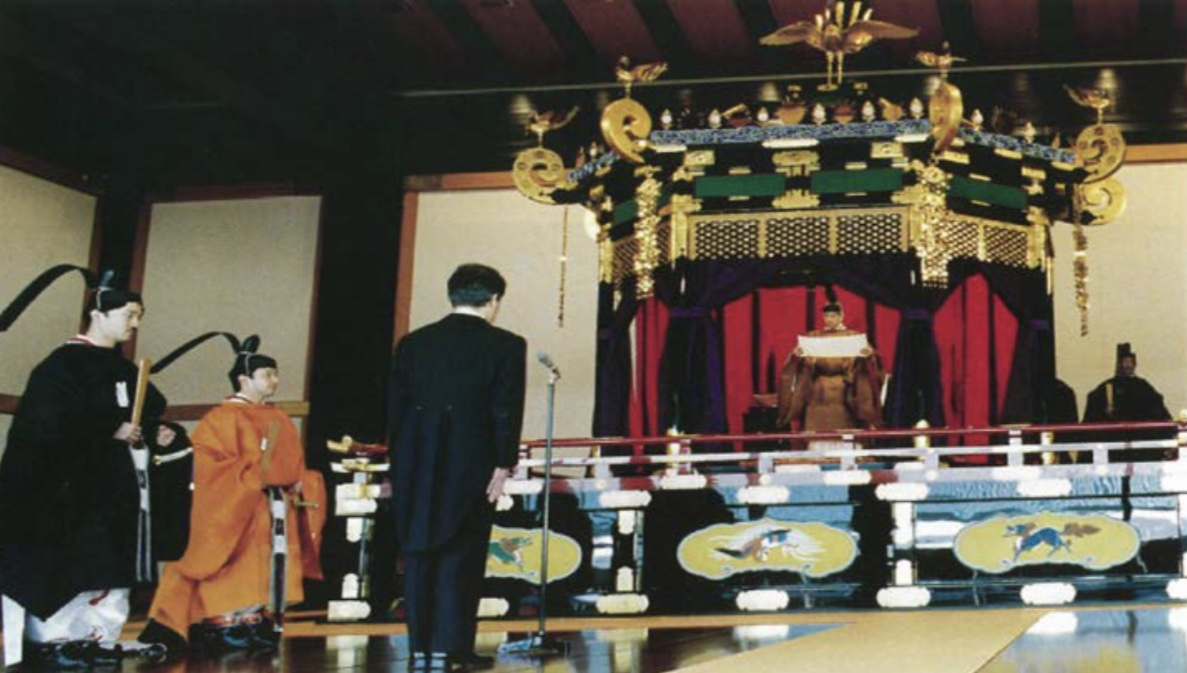
Sokuirei no gi de l'empereur Akihito, le 12 novembre 1990.

Il est officiellement intronisé lors de la cérémonie traditionnelle du Sokuirei no gi, le 12 novembre 1990. Celle-ci, la première à avoir lieu depuis la mise en place de la Constitution de 1947 qui a enlevé tout pouvoir et son caractère divin à l'empereur, est particulièrement modifiée par rapport aux précédentes : au lieu de se tenir au palais de Kyōto, elle a lieu dans la « salle des Pins » ou « salle du Trône » du « hall d'État » au Kōkyo ; la plupart des symboles shinto qu'elle comportait sont enlevés du rituel ; elle est la première à se faire en présence d'étrangers, avec plus de 500 délégués représentant 158 pays s'ajoutant aux 2 000 invités japonais ; le Premier ministre s'adresse directement à l'empereur en se tenant en face de lui, et non plus, comme c'était le cas auparavant, depuis la cour du palais, afin de démontrer que le régime du Japon est désormais démocratique et que donc le cabinet n'est plus subordonné au monarque. Cette cérémonie est complétée, les 22 et 23 novembre 1990 par un rite cette fois-ci totalement shintō et secret pendant lequel l'empereur remercie les kami pour son avènement en leur offrant du riz sacré : la fête du grand Remerciement ». Le fait que l'Agence impériale et le nouvel empereur ait maintenu ces traditions, bien qu'épurées de leurs éléments les plus controversés, a entraîné l'opposition de nombreuses associations et partis à la gauche de l'échiquier politique japonais qui reprochent alors au Sokuirei no gi son coût (le gouvernement japonais ayant dépensé quinze millions de dollars américains pour organiser l'évènement), et le Daijōsai comme une remise en cause de la séparation de la religion et de l'État. Ainsi, plusieurs petits attentats ont eu lieu en marge des festivités, revendiqués par des groupuscules d'extrême-gauche.

### Les tentatives pour réconcilier le Japon avec son histoire

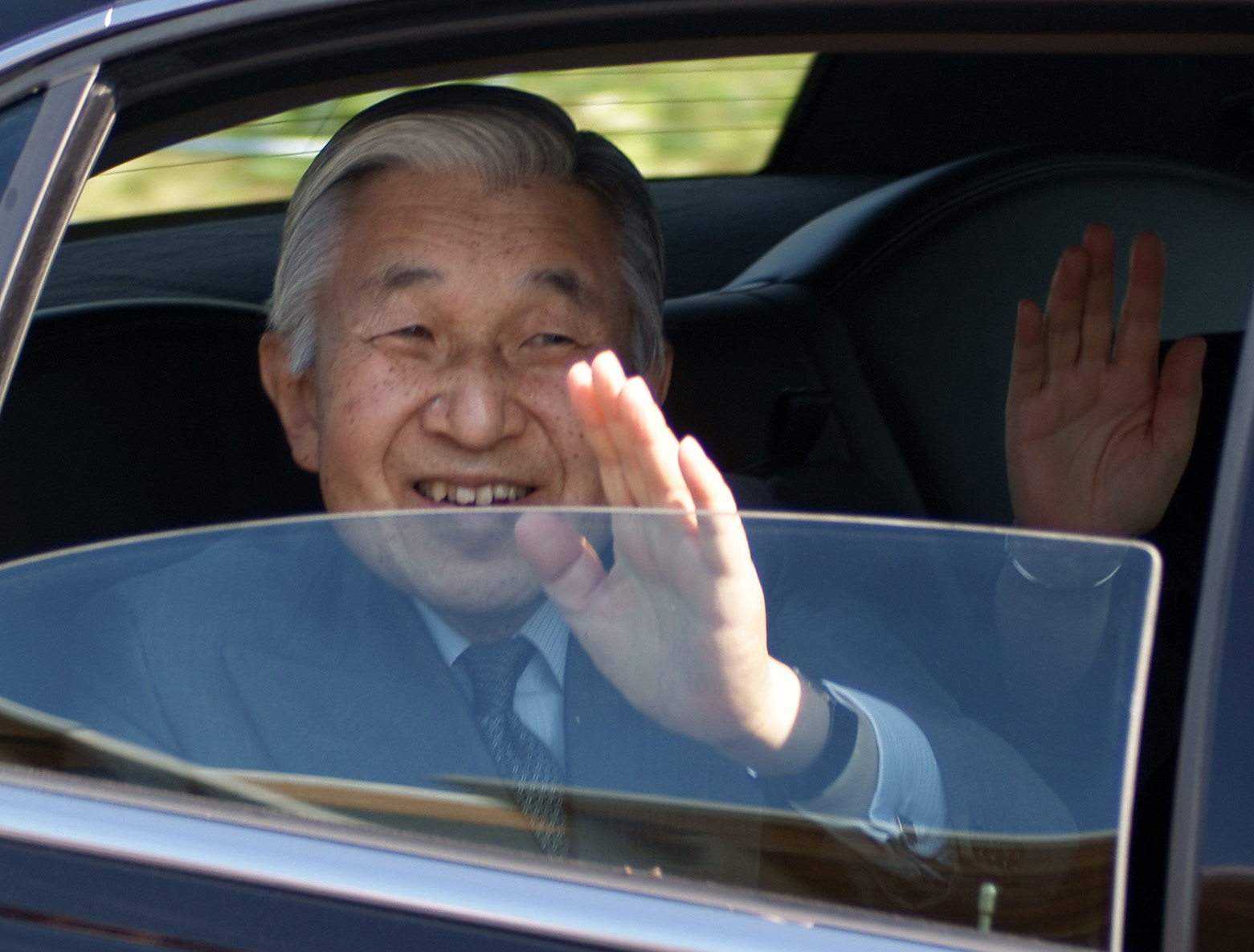
L'empereur Akihito en 2009.

Malgré les contraintes imposées par la constitution du Japon à la position d'empereur, Akihito est sorti à plusieurs reprises de sa réserve pour exprimer des regrets personnels, au nom de la famille impériale, aux pays asiatiques ayant souffert pendant l'occupation japonaise.
En 1975, il se rend à Okinawa, territoire qui a subi les pires batailles du pays. Lors de ce déplacement, il manque de recevoir un cocktail Molotov, lancé par un activiste.

Ainsi, dès le 12 avril 1989, à l'occasion d'une visite officielle du Premier ministre de la république populaire de Chine Li Peng, il utilise pour la première fois le terme de « regrets »,. Plus tard, il est le premier empereur du Japon à se rendre officiellement en Chine en octobre 1992, et lors de ce déplacement, le 27, il déclare : 
« Dans la longue histoire des relations entre nos deux pays, il y eut une période tragique pendant laquelle mon pays causa de grandes souffrances au peuple de Chine. Nous avons reconstruit notre patrie et sommes fortement résolus à poursuivre notre chemin de pays pacifique sur la base de notre profond regret et de notre désir qu'une telle guerre ne se reproduise plus jamais. »
Concernant la Corée, il exprime également des remords pour les exactions japonaises par le passé, le 24 mai 1990 lors d'une entrevue avec le président sud-coréen Roh Tae-woo en visite officielle au Japon : « En songeant à la souffrance que votre peuple a enduré pendant cette malheureuse période, par la faute de notre nation, je ne peux ressentir que le plus profond remords. »
Il renouvelle cette déclaration lors d'un dîner avec le successeur de Roh Tae-woo, Kim Dae-jung, le 8 octobre 1996 : « Il y eut une période pendant laquelle notre nation a apporté de grandes souffrances aux peuples de la péninsule coréenne [...] Le profond chagrin que je ressens à ce sujet ne sera jamais oublié. »

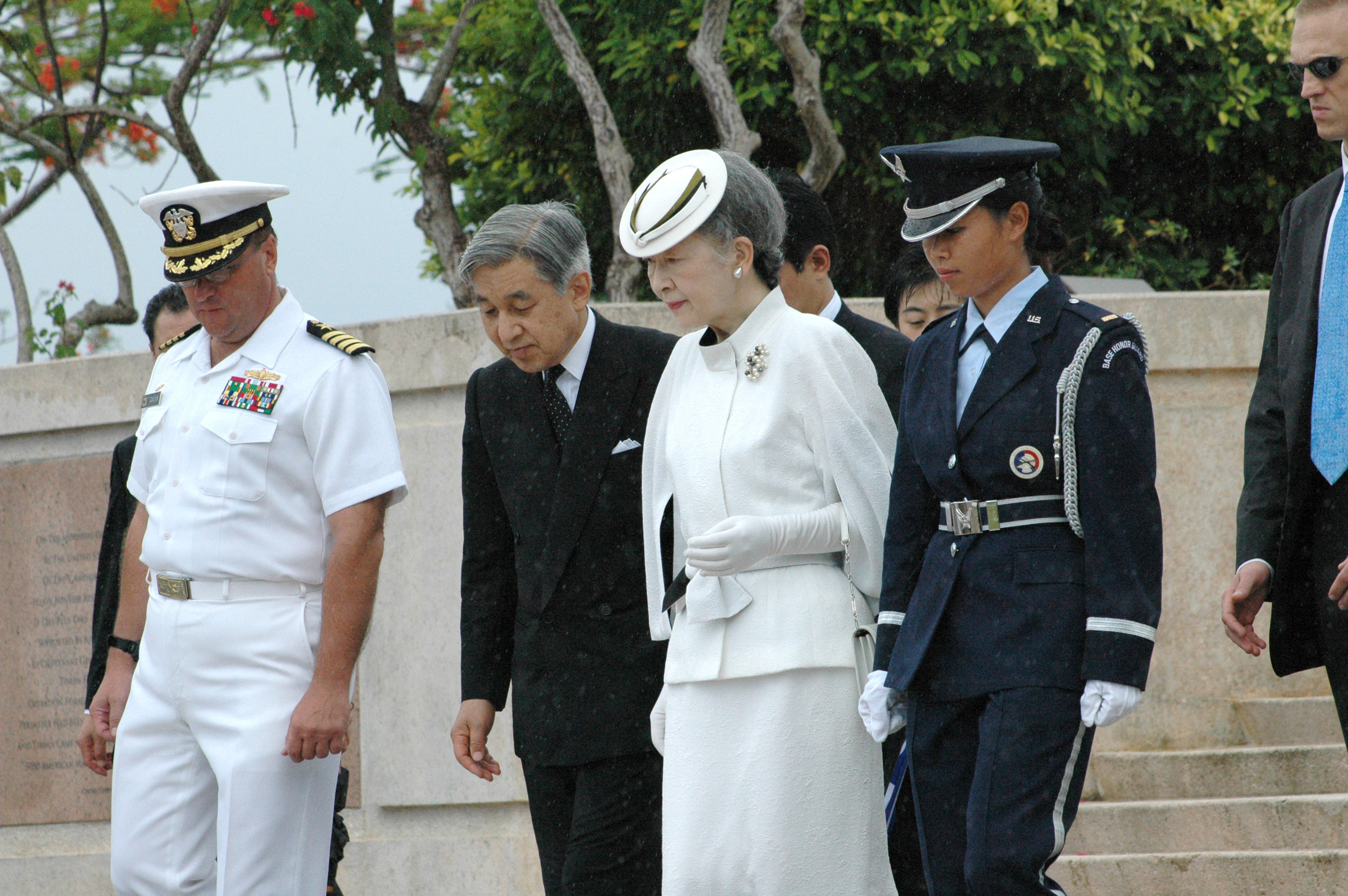
Le couple impérial à Saipan en juin 2005.

Enfin, en juin 2005, l'empereur a visité le territoire de Saipan (archipel des Mariannes), le site d'une des plus importantes batailles de la Seconde Guerre mondiale (du 15 juin 1944 au 9 juillet 1944). Accompagné par l'impératrice Michiko, il a prié et a offert des fleurs à plusieurs mémoriaux pour honorer les Japonais morts à la guerre, les soldats américains, les Coréens forcés de combattre pour le Japon et les habitants locaux. C'est le premier voyage d'un monarque japonais sur les lieux d'une bataille de la Seconde Guerre mondiale.
Malgré cela, plusieurs de ses déplacements dans d'anciens pays ayant combattu ou ayant été occupé par le Japon durant la Seconde Guerre mondiale ont été l'occasion d'action de protestations contre le fait que l'État japonais n'avait pas encore, jusqu'à ce jour, reconnu de manière claire, précise et officielle sa responsabilité dans ce conflit. L'incident le plus marquant eut lieu à Londres en 1998, durant une visite officielle de l'empereur à l'invitation de la reine Élisabeth II et du Premier ministre Tony Blair, les anciens prisonniers de guerre britanniques rescapés des camps japonais présents ayant décidé de tourner le dos au passage du carrosse transportant l'empereur, tandis que certains brûlèrent un drapeau japonais. Toutefois, les associations d'anciens prisonniers de guerre japonais précisèrent qu'il ne s'agissait pas en soi d'une action personnelle contre l'empereur, exempt de toute responsabilité dans la politique impérialiste de son pays du fait de son jeune âge durant la guerre, mais contre l'attitude ambiguë des autorités japonaises. Lors de ce voyage, l'empereur fut cependant investi dans l'Ordre de la Jarretière par la reine. La visite officielle suivante du couple impérial sur le sol britannique, en mai 2007, fut beaucoup moins tourmentée.
Le 15 août 2015, Akihito exprime de « profonds remords » pour la Seconde Guerre mondiale pour les 70 ans de la fin du conflit, une première de la part de l'empereur lors d’une cérémonie d’anniversaire de la capitulation du pays.
En 2015, alors que le Premier ministre Shinzo Abe souhaite redonner une armée au Japon et replacer l'empereur au centre de la nation, à l'inverse des vues du souverain (lequel également, contrairement à la droite, n'a jamais minoré les crimes de guerre du Japon pendant la Seconde Guerre mondiale), un haut fonctionnaire de l'Agence impériale raconte : « Lors d'un dîner de presse, les journalistes du palais ont pressé de questions le grand chambellan de la maison impériale pour lui demander où en étaient les relations entre le Premier ministre et l'empereur. Celui-ci a longtemps éludé. Pressé de toutes parts, il s'est finalement emparé des baguettes devant lui et, en silence, les a tordues jusqu'à ce qu'elles se brisent ».

### Rapprocher la fonction impériale de la population

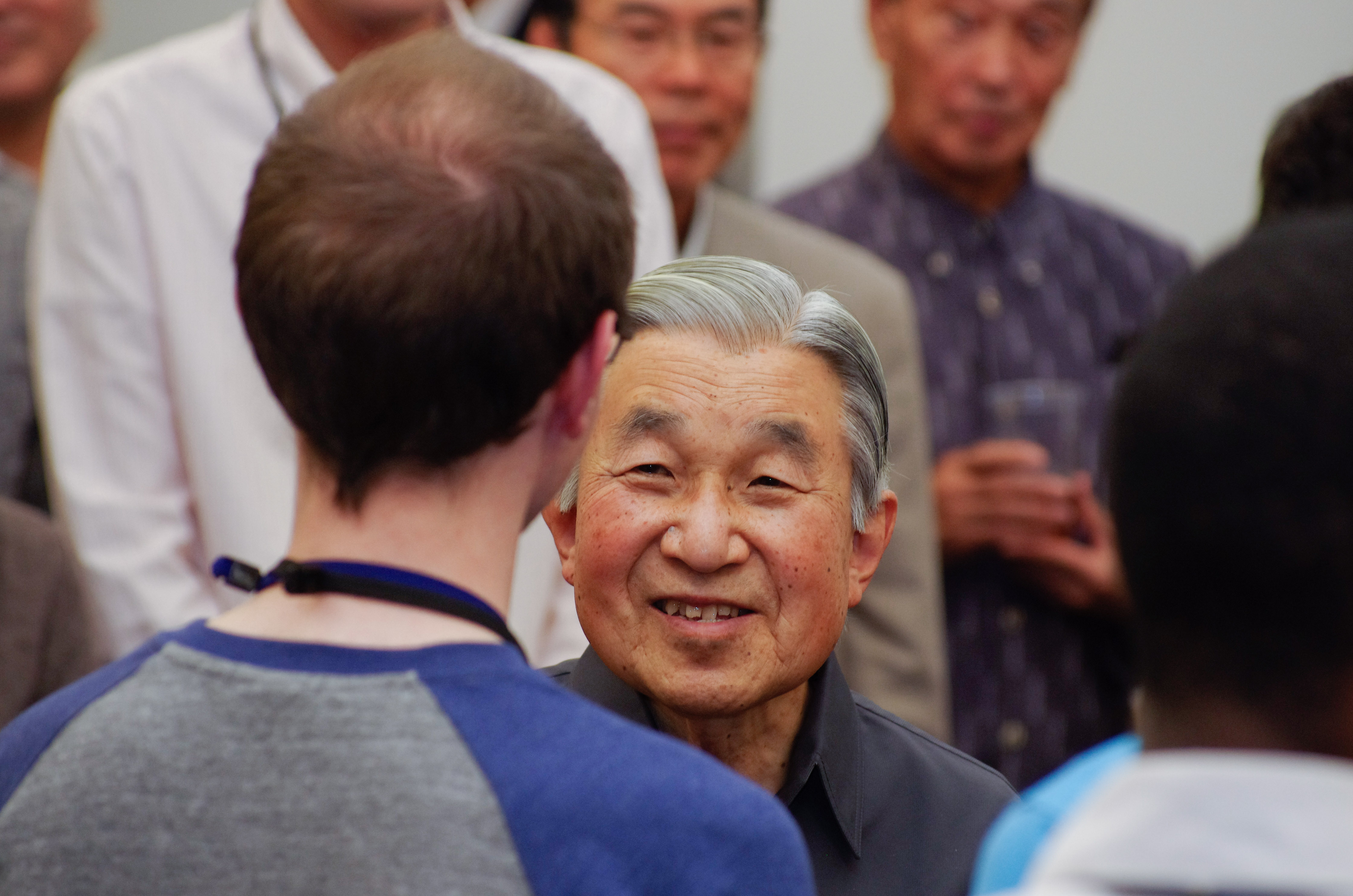
Visite de l'empereur au Collège doctoral de science et technologie d'Okinawa à Onna, le 19 novembre 2012.

Depuis son intronisation, l'empereur a également multiplié les efforts pour rapprocher la famille impériale du peuple japonais. Ainsi, le couple a visité l'ensemble des 47 préfectures de l'archipel nippon au moins deux fois.
L'empereur et son épouse ont particulièrement été présents au lendemain des catastrophes naturelles. Ils ont notamment marqué les esprits à la suite du séisme de 1995 à Kōbe, visitant un centre d'accueil d'urgence des victimes dans un gymnase scolaire de la ville, sans habits officiels, pour s'agenouiller en face des victimes et les réconforter en leur prenant la main. Ils font de même peu de temps après la triple catastrophe de la côte Pacifique du Tōhoku en 2011.
Plus encore, le 16 mars 2011, fait rarissime, il intervient publiquement à la télévision japonaise, afin de prononcer une allocution en soutien aux victimes du séisme et tsunami meurtriers survenus cinq jours auparavant, ainsi que d'exprimer son inquiétude face à la menace nucléaire à la centrale de Fukushima qui s'est ensuivie.

### Problèmes de santé

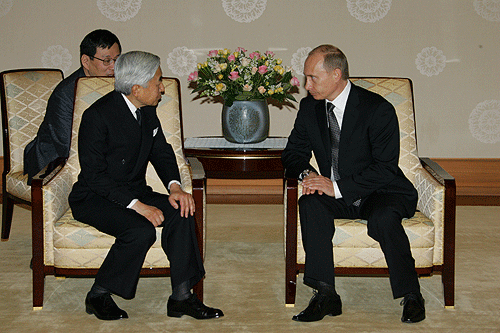
Akihito avec le président russe, Vladimir Poutine (Tokyo, 22 novembre 2005).

L'empereur a souffert pendant sa jeunesse, alors qu'il n'était encore que prince héritier, de la tuberculose, entre ses 20 et 24 ans. Ce fait a été révélé par l'empereur lui-même lors de la cérémonie du 70e anniversaire de l'association japonaise de lutte contre cette maladie à Tōkyō, le 18 mars 2009. Diagnostiquée en décembre 1953, quelques jours avant son vingtième anniversaire, l'infection put être combattue grâce à la découverte récente à cette époque de nouveaux traitements, telle la streptomycine (découverte dix ans plus tôt en 1943) et l'isoniazide (découverte seulement l'année précédente, en 1952), et il fut déclaré complètement guéri en septembre 1957.
Le 24 décembre 2002, les médecins diagnostiquent un cancer de la prostate chez l'empereur, et il a dû subir une intervention chirurgicale le 18 janvier 2003. Après une période de convalescence pendant laquelle son fils le prince héritier Naruhito a rempli ses obligations, il est retourné à ses obligations officielles le 18 février 2003 après un vote favorable du Cabinet à ce sujet.
Dans un pays marqué par une tradition de secret concernant la santé du souverain (la population n'avait appris le cancer de son prédécesseur qu'au moment de son décès) et par une tradition de discrétion concernant ces affaires, le fait que le public ait été immédiatement informé a été vu comme un des signes de la modernisation de la fonction impériale opérée par l'empereur, d'autant que c'est la première fois qu'un souverain japonais subit une intervention chirurgicale en dehors du palais.

### Dernières années de règne

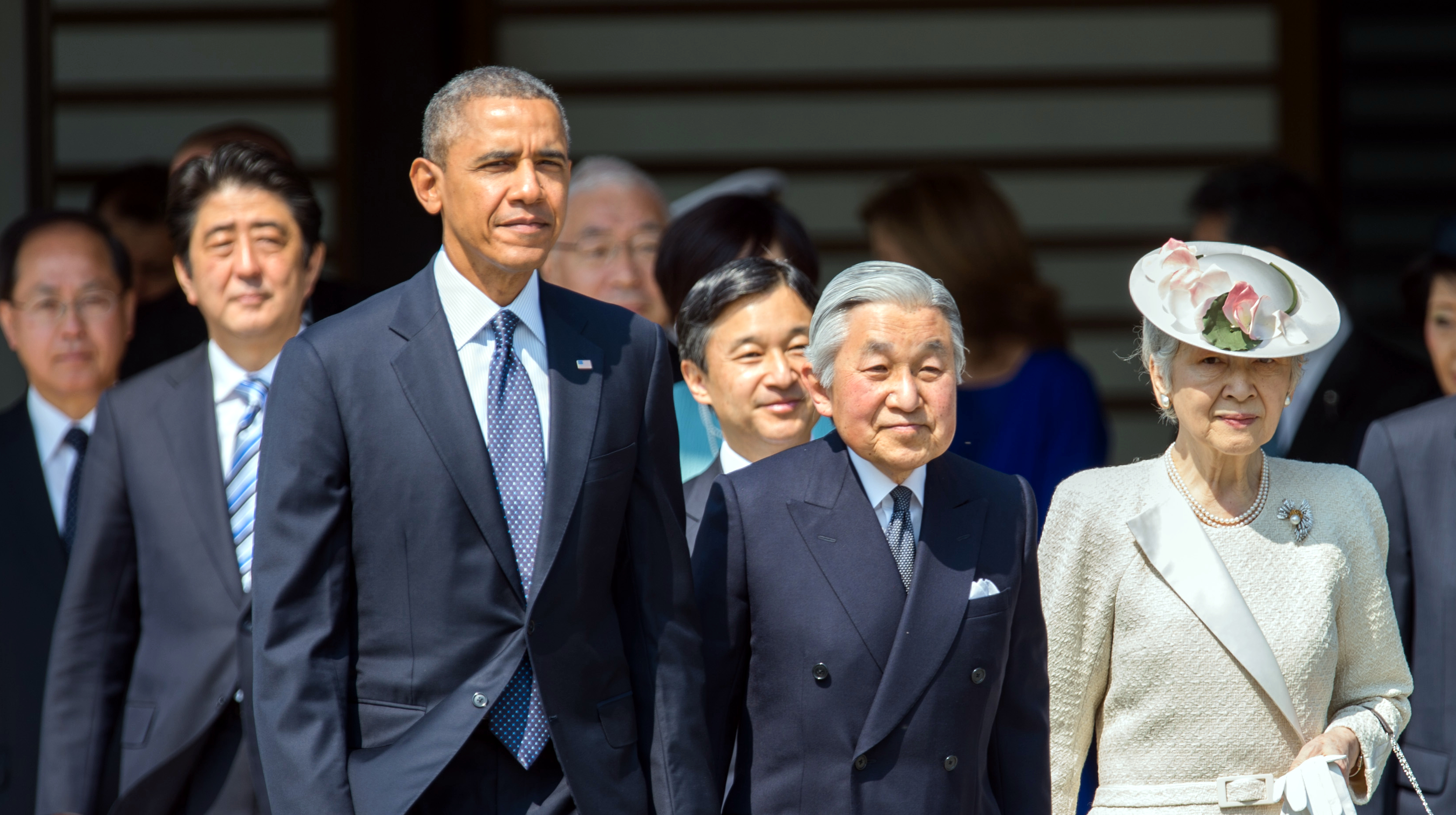
Akihito et son épouse Michiko Shōda avec Barack Obama (Tokyo, 24 avril 2014).

En juin 2004, l'Agence impériale annonce également que l'empereur doit commencer en juillet un traitement toujours pour soigner son cancer de la prostate qui montre alors des signes de récidive.
Il a également subi plusieurs hausses de tensions artérielles à la fin du mois de novembre puis au début de décembre 2008, le poussant à interrompre ses rendez-vous officiels les 3 et 4 décembre.
Du 6 au 24 novembre 2011, il doit une nouvelle fois laisser ses obligations officielles au prince héritier pour être hospitalisé pour une pneumonie. Le 18 février 2012, il subit un pontage aorto-coronarien à la suite du rétrécissement de deux artères.
Ses ennuis de santé lancent un nouveau débat au sein de la classe politique et de l'administration impériale sur la nécessité de réformer la loi de succession. À partir du mois de novembre 2011, le gouvernement démocrate de Yoshihiko Noda ouvre des discussions avec l'Agence impériale afin de permettre aux princesses impériales de conserver leurs statuts après leur mariage (voire de leur donner la possibilité d'accéder au trône du chrysanthème). Dans le même temps, le prince d'Akishino appelle à une réforme de la loi qui laisserait à son père la possibilité d'abdiquer, afin de passer une fin de vie déchargée d'obligations officielles qui pèsent sur sa santé.

### Fin de règne et abdication

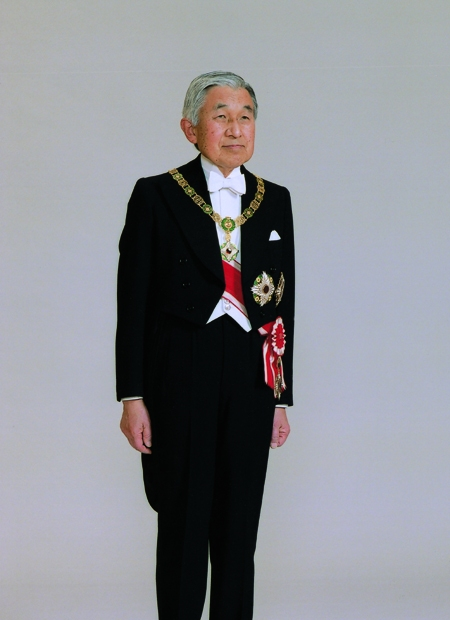
L'empereur Akihito en costume officiel.

En liaison avec son état de santé, des rumeurs se sont fait jour à partir du mois de juillet 2016 à travers la presse écrite et la télévision, laissant entendre que l'empereur pourrait abdiquer « d'ici quelques années », mais l'Agence impériale a aussitôt réfuté ces rumeurs. En tout état de cause, l'abdication d'un empereur n'est pas prévue par la Constitution de 1947,.
Pourtant, quelques jours plus tard, l'Agence impériale annonce que l'empereur s'adressera le 8 août 2016 au peuple japonais dans un discours enregistré. Dans ce discours, Akihito ne prononce pas le mot « abdication » mais insiste sur le déclin de son état de santé à la suite de ses diverses opérations et sur sa « difficulté à remplir [ses] fonctions en tant que symbole de l'État »,.
Le 19 mai 2017, le gouvernement conservateur japonais approuve un projet de loi spécial autorisant l'empereur Akihito à abdiquer vers la fin 2018. Cette loi ne s'applique néanmoins qu'à lui seul et ne bénéficie pas à ses successeurs. Le Parlement vote définitivement la loi le 9 juin 2017, pour une abdication et une succession dans les trois ans à venir. Le 1er décembre 2017, le gouvernement annonce que l'empereur abdiquera le 30 avril 2019 en faveur de son fils aîné Naruhito, qui sera alors intronisé le lendemain 1er mai.
Après plus de trente ans de règne, l'empereur Akihito abdique formellement le 30 avril 2019 à 23 h 59, marquant ainsi la fin de l'ère Heisei et le début de l'ère Reiwa. À cette occasion, il prend le titre d'empereur émérite, en japonais Jōkō, qui est dans l'histoire japonaise le titre désignant les empereurs (tennō) qui abdiquent en faveur d'un successeur. Le lendemain, son fils Naruhito lui succède, devenant le 126e empereur du Japon.
Le dernier empereur du Japon ayant renoncé au trône du chrysanthème était Kōkaku en 1817, qui abdiqua en faveur de son fils Ninkō.

## Empereur émérite après abdication
Akihito, désormais empereur émérite, se retire dans un palais impérial du quartier de Minato, à Tokyo, non loin du Kokyo, où il vit désormais avec son épouse. Il apparaît encore de temps en temps publiquement, toujours sous les ovations du public. Le 29 janvier 2020, il est victime d'un malaise qui lui fait perdre connaissance pendant quelques instants. Le lendemain, il passe une IRM du cerveau mais aucun signe d'accident vasculaire cérébral n'est retrouvé. L’Agence impériale a annoncé qu'elle continuerait néanmoins à surveiller de près la santé de l'empereur émérite, âgé de 86 ans. Le 2 avril, Akihito et son épouse quittent le palais impérial de Tokyo, masqués — en raison de la pandémie de Covid-19 qui touche toute la planète — et s'installent dans la résidence impériale Takanawa, à Tokyo, qui devient donc leur résidence officielle.
Après sa disparition, il portera le nom posthume d'empereur Heisei (平成天皇, Heisei Tennō). Conformément à son souhait, l'empereur Akihito sera incinéré ainsi que son épouse, rompant ainsi avec une tradition ancestrale vieille de plus de 350 ans, avant d'être inhumé dans le cimetière impérial Musashi aux côtés de ses prédécesseurs.

## Famille

### Enfants et succession

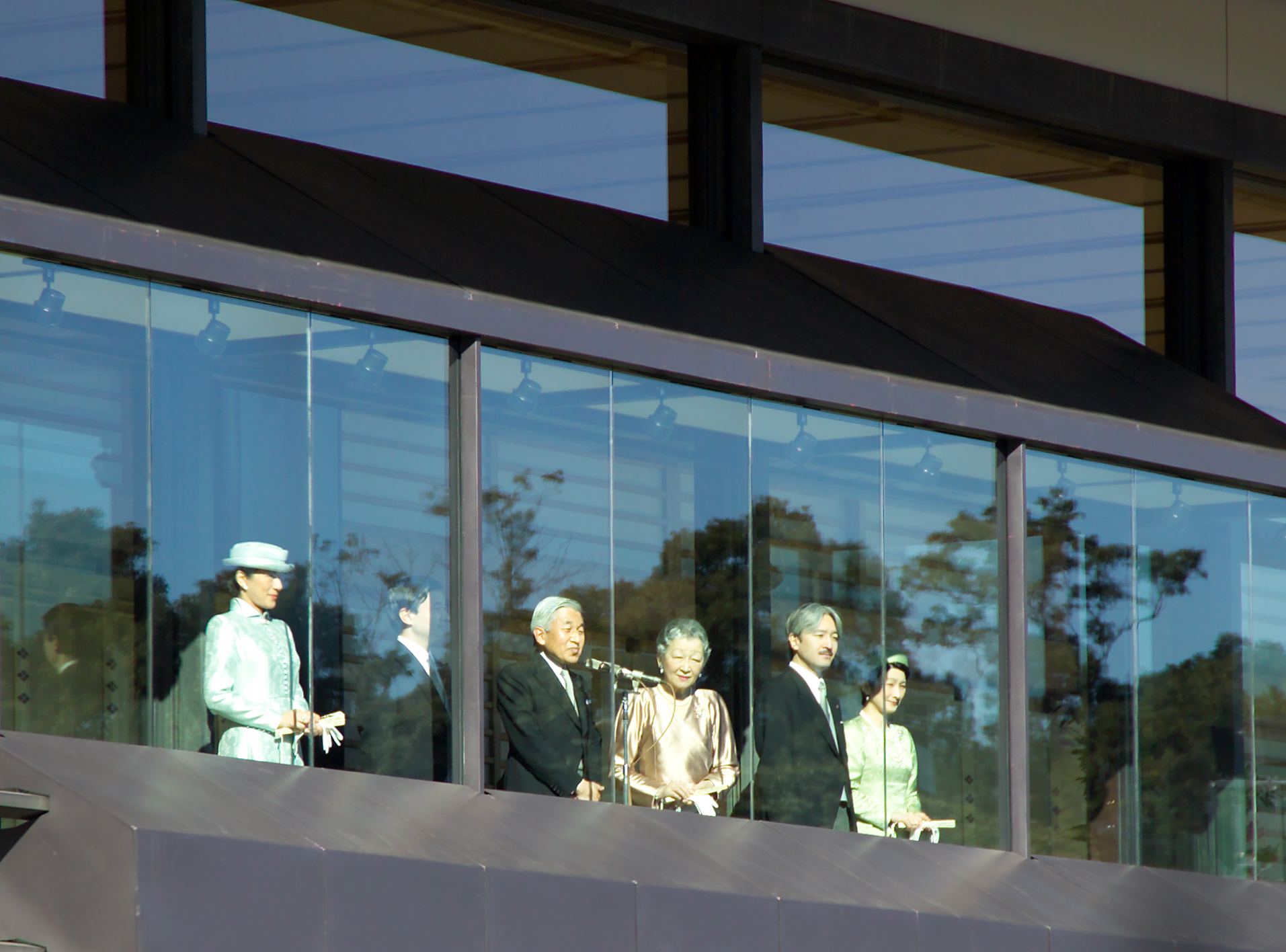
La famille impériale au balcon du Kōkyo à l'occasion du Tennō Tanjōbi, anniversaire de l'empereur, le 23 décembre 2005. De g. à dr. : la princesse héritière Masako, le prince héritier Naruhito, l'empereur, l'impératrice, le prince et la princesse d'Akishino.

L'empereur Akihito et l'impératrice Michiko ont trois enfants, avec traitement d'altesses impériales et titrés à leurs naissances : 
1. le prince impérial Naruhito de Hiro[l 13], né le 23 février 1960, prince héritier du Japon durant le règne de son père auquel il a succédé comme empereur le 1er mai 2019 ;
2. le prince impérial Fumihito d'Aya[l 14], né le 30 novembre 1965, qui a pris le titre de prince Fumihito d'Akishino après son mariage le 19 juin 1990, héritier présomptif du trône sous le règne de son frère ;
3. la princesse impériale Sayako de Nori[l 15], née le 18 avril 1969. Son mariage, le 15 novembre 2005, lui a fait perdre ses titres et l'a fait sortir, elle et sa descendance, de la famille impériale.

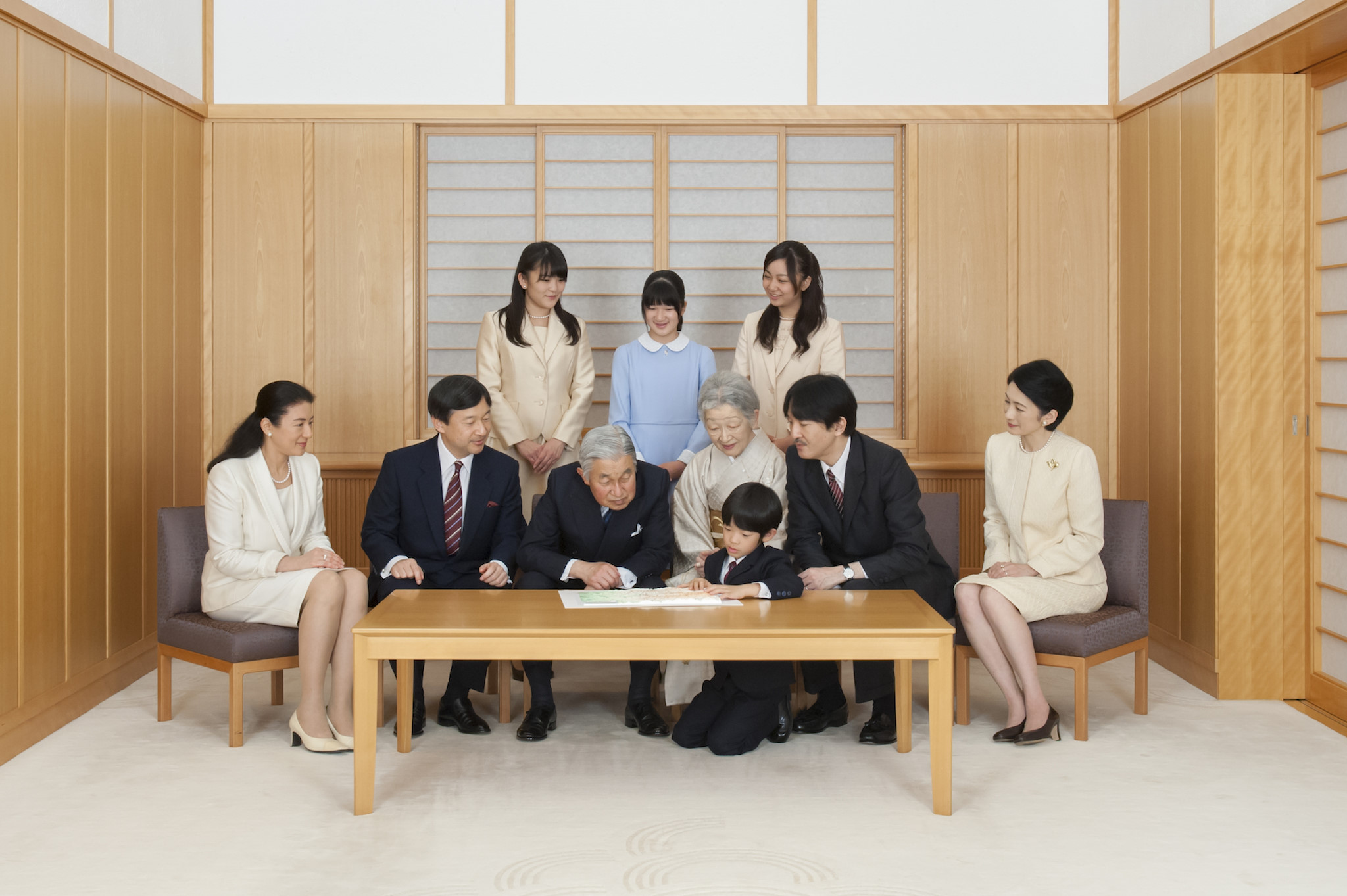
Le couple impérial (assis, au centre) entouré de leurs fils les princes Naruhito (2e à g.) et Fumihito (2e à dr.), leurs belles-filles les princesses Masako (1re à g.) et Kiko (1re à dr.), leurs petites-filles debout avec de gauche à droite les princesses Mako, Aiko et Kako, et leur petit-fils Hisahito (accroupi devant ses grands-parents).

Leurs deux fils leur ont donné quatre petits-enfants, dont trois filles (qui font encore partie de la famille impériale au moins jusqu'à leur mariage, et qui sont normalement, à moins d'une réforme de la loi impériale, hors de l'ordre de succession) et un garçon, également avec traitement d'altesses impériales :
- du prince héritier puis empereur Naruhito et de son épouse la princesse héritière puis impératrice Masako, une fille : 
  - la princesse impériale Aiko de Toshi[l 16], née le 1er décembre 2001. Le Cabinet de Jun'ichirō Koizumi a un temps envisagé, pour pallier le manque de garçons dans la famille impériale, de permettre aux femmes d'accéder au trône[69]. Le gouvernement a officiellement abandonné ce projet à la suite de la naissance du prince Hisahito d'Akishino en 2006.
- du prince impérial Fumihito et de son épouse la princesse impériale Kiko, deux filles et un fils :
  - la princesse impériale Mako d'Akishino[l 17], née le 23 octobre 1991, qui sortira de la famille impériale après son mariage prévu en 2020.
  - la princesse impériale Kako d'Akishino[l 18], née le 29 décembre 1994,
  - le prince impérial Hisahito d'Akishino[l 19], né le 6 septembre 2006. Étant le premier garçon à naître dans la famille impériale depuis son père le prince Fumihito en 1965, sa naissance règle par la même occasion le problème de succession au trône. Il devient l'héritier présomptif après son oncle Naruhito et son père (à moins qu'une réforme ne permette aux femmes de devenir impératrices régnantes), et permet de relâcher la pression exercée jusqu'alors par l'Agence impériale sur la princesse héritière et future impératrice Masako pour produire un héritier, la poussant à la dépression. Sa naissance a alors été particulièrement célébrée par l'empereur, l'impératrice, la famille impériale et le Japon : l'empereur a ainsi célébré la naissance de son premier petit-fils dans un waka, ou poème traditionnel de cour japonais, le 1er janvier 2007[70].

## Le passionné d'ichtyologie
Comme son père et beaucoup de membres de la famille impériale, l'empereur a développé une passion en marge de ses obligations officielles pour un domaine de recherche scientifique dans lequel il est devenu un spécialiste amateur : l'ichtyologie,,,. Il a publié des travaux sur les Gobiidae, 28 articles, de 1963 et 2003, dans le journal de la société ichtyologique du Japon dont il est membre, et, dans la revue Nature, en juillet 2007, un article intitulé Linné et la taxonomie au Japon et portant la signature « Par Sa Majesté l'Empereur du Japon »,. Il a également été président d'honneur de la 2de Conférence internationale sur les poissons indo-pacifiques en 1985 et a édité un article intitulé « Some Morphological Characters Considered to be Important in Gobiid Phylogeny » dans les actes de la conférence. Ses travaux de chercheur lui ont valu d'être reconnu à ce titre sur la scène internationale, et il est ainsi :
- membre étranger (1980) puis membre honoraire (1986) de la Société linnéenne de Londres ;
- membre honoraire (1992) de la Zoological Society of London ;
- membre honoraire (1997) de l'Institut de Recherche pour les Sciences naturelles d'Argentine ;
- le premier bénéficiaire de la King Charles II Medal décernée par la Royal Society de Londres aux chefs d'État ayant contribué à l'avancée de la science, en 1998.

Outre les articles précédemment cités, il a publié les ouvrages suivants : 
- Freshwater Fishes in Japan: Their Distribution, Variation and Speciation (travail collectif de 19 chercheurs japonais, dont l'empereur), éd. Tokai University Press, 1987 ;
- The Fishes of the Japanese Archipelago, seconde édition (travail collectif de plus de 30 chercheurs japonais, dont l'empereur), éd. Tokai University Press, 1988 ;
- Fishes of Japan with Pictorial Keys to the Species, seconde édition, 2000, traduit en anglais en 2002.

Passionné d'histoire des sciences, il a également publié en 1992 un article sur les premiers pas scientifiques du Japon intitulé « Early cultivators of Science in Japan », dans la revue Science éditée par l'American Association for the Advancement of Science, en 1992.
Plusieurs gobies sont nommées en son honneur, une espèce, Exyrias akihito et un genre, Akihito.

## Décorations

Étendard personnel de l'empereur.

### Décorations japonaises
- Collier et grand cordon de l’ordre du Chrysanthème
- Grand cordon de l’ordre du Soleil levant avec les fleurs de Paulownia (rebaptisé grand cordon de l’ordre des Fleurs de Paulownia en 2003)
- Grand cordon de l’ordre du Trésor sacré
- Ordre de la Culture
- Médaille d'Or du Mérite de la Croix-Rouge japonaise
- Membre honoraire de la Croix-Rouge japonaise

### Décorations étrangères
| Pays                             | Décoration |
| -------------------------------- | --- |
| Afghanistan                      | Ordre du Soleil Suprême |
| Afrique du Sud                   | Ordre de Bonne Espérance (grand-croix en or)                                                                                        |
| Allemagne                        | Bundesverdienstkreuz (grand-croix, classe spéciale)                                                                                 |
| Arabie saoudite                  | Ordre de Badr (chaîne) |
| Argentine                        | Ordre du Libérateur San Martín (grand collier)                                                                                      |
| Autriche                         | Décoration d'honneur pour Mérite (grande étoile)                                                                                    |
| Bahreïn                          | Ordre d'al-Khalifa (collier) |
| Belgique                         | Ordre de Léopold (grand-croix) |
| Botswana                         | Ordre présidentiel |
| Brésil                           | Ordre de la Croix du Sud (grand collier)                                                                                            |
| Cameroun                         | Ordre de la Valeur (grand cordon)                                                                                                   |
| Chili                            | Ordre du Mérite (grand collier) |
| Colombie                         | Ordre de la Croix de Boyaca (grand collier)                                                                                         |
| Côte d'Ivoire                    | Ordre de la Côte d'Ivoire (grand cordon)                                                                                            |
| Croatie                          | Grand ordre du Roi Tomislav (grande étoile et grand cordon)                                                                         |
| Danemark                         | Ordre de l'Éléphant (chevalier grand-croix)                                                                                         |
| Égypte                           | Ordre du Nil (grand collier) |
| Émirats arabes unis              | Collier de la Fédération |
| Espagne                          | Ordre de Carlos III (grand-croix avec collier) Ordre de la Toison d'or (chevalier)                                                  |
| Estonie                          | Ordre de la Croix de Terra Mariana (collier de la croix)                                                                            |
| Éthiopie                         | Ordre de Salomon (grand collier) |
| Finlande                         | Ordre de la Rose blanche (grand-croix avec collier)                                                                                 |
| France                           | Légion d'honneur (grand-croix) |
| Gambie                           | Ordre de la république de Gambie (grand commandeur)                                                                                 |
| Grèce                            | Ordre du Sauveur (grand-croix) |
| Hongrie                          | Ordre du Mérite (grand-croix) |
| Indonésie                        | Étoile d'Adipurna (1re classe) |
| Iran                             | Ordre des Pahlavi (grand collier)                                                                                                   |
| Islande                          | Ordre du Faucon islandais (grand-croix avec collier)                                                                                |

Armoiries d'Akihito en tant que grand collier de l'ordre du Mérite du Chili.

| Italie                           | Ordre du Mérite de la République (grand-croix avec grand cordon) Ordre suprême de la Très Sainte Annonciade (grand-croix)           |
| Jordanie                         | Ordre d'Hussein ibn Ali (collier)                                                                                                   |
| Kazakhstan                       | Ordre de l'Aigle Doré |
| Kenya                            | Ordre du Cœur Doré |
| Koweït                           | Ordre de Mubarak (grand collier) |
| Lettonie                         | Ordre des Trois Étoiles (grand-croix avec collier)                                                                                  |
| Liberia                          | Ordre de l'Étoile d'Afrique (chevalier grande bande) Ordre des Pionniers de la République (chevalier grande bande)                  |
| Lituanie                         | Ordre de Vytautas le Grand (grand grand-croix avec collier)                                                                         |
| Luxembourg                       | Ordre du Lion d'or de la maison de Nassau (chevalier)                                                                               |
| Malawi                           | Ordre du Lion (grand commandeur) |
| Mali                             | Ordre national (grand cordon) |
| Maroc                            | Ordre de Souveraineté (grand collier) Ordre du Trône (grand cordon)                                                                 |
| Mexique                          | Ordre de l’Aigle aztèque (grand collier)                                                                                            |
| Népal                            | Ordre de Ojaswi Rajanya |
| Nigeria                          | Ordre de la République fédérale (grand cordon)                                                                                      |
| Norvège                          | Ordre de Saint-Olaf (grand-croix avec collier)                                                                                      |
| Oman                             | Ordre d'Oman (classe supérieure) |
| Pakistan                         | Ordre du Pakistan (1re classe) |
| Panama                           | Ordre de Manuel Amador Guerrero (collier d'or)                                                                                      |
| Pays-Bas                         | Ordre du Lion néerlandais (chevalier grand-croix)                                                                                   |
| Pérou                            | Ordre du Soleil (grand-croix avec brillants)                                                                                        |
| Philippines                      | Légion d'honneur (chef commandeur)                                                                                                  |
| Pologne                          | Ordre de l’Aigle blanc |
| Portugal                         | Ordre de l'Infant Dom Henrique |
| Qatar                            | Collier d'Indépendance |
| Royaume-Uni                      | Ordre de la Jarretière (chevalier étranger) Ordre royal de Victoria (chevalier grand-croix) Médaille du couronnement d'Élisabeth II |
| Sénégal                          | Ordre du Lion (grand cordon) |
| Singapour                        | Darjah Utama Temasek (1re classe)                                                                                                   |
| Suède                            | Ordre des Séraphins (chevalier) |
| République tchèque               | Ordre du Lion blanc (1re classe - division civile avec collier)                                                                     |
| Thaïlande                        | Ordre du Rajamitrabhorn Ordre de la Dynastie Chakri                                                                                 |
| Tunisie                          | Ordre tunisien de l'Indépendance (collier d'or) Ordre de la République tunisienne (grand cordon)                                    |
| Yougoslavie                      | Ordre de l'Étoile de Yougoslavie (grande étoile)                                                                                    |
| République démocratique du Congo | Ordre national du Léopard (grand cordon)                                                                                            |

## Culture populaire
- L'Empereur Akihito est incarné par l'acteur Daisuke Tsuji en tant que prince héritier du Japon dans la série Le Maître du Haut Château